# Gran Premio di Spagna 1976
Il Gran Premio di Spagna 1976 è stata la quarta prova della stagione 1976 del Campionato mondiale di Formula 1. Si è corsa domenica 2 maggio 1976 sul Circuito del Jarama. La gara è stata vinta dal britannico James Hunt su McLaren-Ford Cosworth; per il vincitore si trattò del secondo successo nel mondiale. Ha preceduto sul traguardo l'austriaco Niki Lauda su Ferrari e lo svedese Gunnar Nilsson su Lotus-Ford Cosworth.

## Vigilia

### Aspetti tecnici
Abbandonata l'alternanza col pericoloso circuito del Montjuïc dopo la tragedia del 1975, la Formula 1 approdò in pianta stabile su un più tradizionale circuito permanente, quello di Jarama, vicino a Madrid. Questo circuito aveva già ospitato in quattro occasioni il mondiale di F1: la prima nel 1968, l'ultima nel 1974.
La grande novità però fu rappresentata dall'esordio della Tyrrell P34, affidata al solo Patrick Depailler, la prima vettura di Formula 1 a sei ruote, quattro davanti, messe in linea, e due dietro. Anche la Ferrari presentò un nuovo modello: la 312 T2 (già usata nella Race of Champions, evoluzione della vincente 312 T. L'Ensign presentò il modello N176.
La gara vide l'applicazione del nuovo regolamento tecnico, introdotto per ragioni di sicurezza. Venne eliminata la presa d'aria a periscopio, con altezza massima delle prese d'aria del motore a 80 cm dal suolo, lo sbalzo massimo posteriore venne ridotto a 80 cm, lo sbalzo anteriore venne limitato a 120 cm, la larghezza delle ruote venne limitata a 53 cm, quella della vettura a 215 cm, venne inserito un archetto nel cruscotto per proteggere le mani del pilota e vennero poste delle limitazioni nell'allocazione dei serbatoi dell'olio. Ciò comportò che tutte le vetture che avevano già corso in stagione dovettero essere aggiornate per rispondere a tali criteri. I nuovi limiti costrinsero a far lavorare di più gli alettoni posteriori, ora più vicini alla vettura; sulla forma delle prese d'aria del motore vi furono varie soluzioni diverse.
Vi furono però delle polemiche per la mancanza di strumenti adeguati di controllo da parte dei commissari. Vennero inizialmente non considerate a norma le March di Vittorio Brambilla, Hans-Joachim Stuck e Ronnie Peterson, mentre venne considerata al limite la Ligier.

### Aspetti sportivi
Il giorno di Pasquetta, il 19 aprile, Niki Lauda fu oggetto di un incidente presso la sua casa di Salisburgo: mentre stava sistemando un terreno, utilizzando un piccolo trattore, questi gli cadde addosso, provocandogli diverse fratture. L'incidente mise in dubbio la sua presenza nel gran premio, tanto che vi furono delle polemiche con la richiesta, di parte della stampa, di sostituirlo, per il gran premio, con un pilota italiano. Lauda decise di partire per Jarama solo il 28 aprile, dopo le cure di un medico suo connazionale, Willy Dungel, che aveva già lavorato con la nazionale austriaca di sci. La sua vettura venne modificata nel sedile di guida, con l'inserimento di un materiale più morbido all'altezza della costola fratturata.
La Parnelli abbandonò il mondiale, questa volta definitivamente: il suo pilota, Mario Andretti, trovò nuovamente un ingaggio alla Lotus, per sostituire Bob Evans. Andretti aveva corso già il primo gran premio stagionale con la casa inglese.

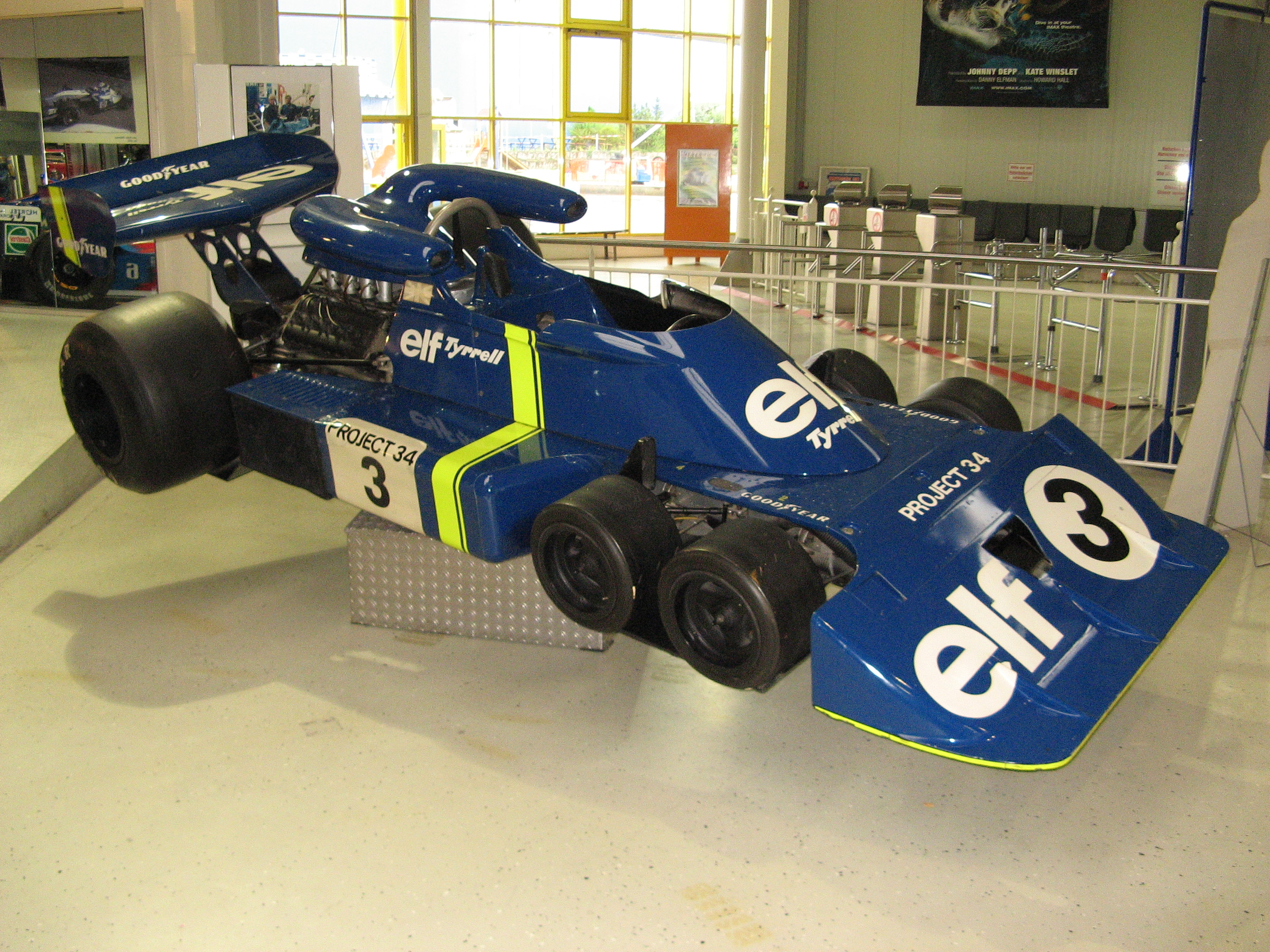
La Tyrrell P34, l'unica vettura a 6 ruote che ha corso in Formula 1

Fece il suo esordio la casa olandese Boro, nata da una controversia giudiziaria tra la Ensign e un suo sponsor, l'HB Bewaking. In pagamento alla ditta sponsorizzatrice venne data una vettura Ensign del 1975, ribattezzata Boro 001; come pilota fu scelto l'australiano Larry Perkins, che aveva tentato di qualificarsi, senza successo nel Gran Premio di Germania 1974, a bordo di un'Amon. La Boro aveva acquistato inoltre il materiale della Embassy Hill, che si era disciolta dopo l'incidente aereo in cui era perito Graham Hill, per poter partecipare al campionato 1976.
La scuderia privata RAM iscrisse due Brabham BT44B-Ford Cosworth per due piloti all'esordio, lo svizzero Loris Kessel (che aveva già disputato le due gare non valide per il campionato tra marzo e aprile in Inghilterra) e lo spagnolo Emilio de Villota. La RAM acquistò le vetture a fine 1975, assieme coi motori e i pezzi di ricambio; il patron della Brabham Bernie Ecclestone spinse affinché sulle vetture venissero schierati due piloti scelti tra Kessel, Maurizio Flammini e Patrick Nève. Venne prospettato l'ingaggio anche di Lella Lombardi.
Altro esordiente fu un altro pilota locale, Emilio Zapico, sulla Williams del team Mapfre. Il nuovo regolamento sportivo prevedeva che solo piloti con determinati requisiti potessero partecipare alle gare del mondiale, a meno che non fossero iscritti direttamente dai costruttori.
Il magnate canadese Walter Wolf decise di ribattezzare ufficialmente la Frank Williams Racing Cars come Walter Wolf Racing.

## Qualifiche

### Resoconto
Nella prima giornata di prove fu James Hunt su McLaren a ottenere il tempo migliore. L'inglese precedette Lauda di 32 centesimi. Vennero poi i tempi di Clay Regazzoni e Vittorio Brambilla. L'austriaco soffrì ancora i postumi dell'infortunio di aprile, nonostante indossasse uno speciale bustino protettivo, e non sciolse il dubbio sulla sua partecipazione alla gara.
Dopo le prime sessioni l'austriaco della Scuderia Ferrari affermò:
Nella giornata del sabato solo la seconda sessione di prove fu valida per lo schieramento; la prima fu così dedicata al miglior raggiungimento della configurazione delle monoposto. I primi due della classifica, Hunt e Lauda, non migliorarono la loro prestazione. Per il britannico fu così la terza pole della stagione. In seconda fila si portarono il compagno di scuderia di Hunt, Jochen Mass, e Patrick Depailler con la Tyrrell P34 a sei ruote.

### Risultati
Nella sessione di qualifica si è avuta questa situazione:
| Pos | Nº | Pilota             | Costruttore                 | Tempo   | Griglia |
| --- | -- | ------------------ | --------------------------- | ------- | ------- |
| 1   | 11 | James Hunt         | McLaren-Ford Cosworth       | 1'18"52 | 1       |
| 2   | 1  | Niki Lauda         | Ferrari                     | 1'18"84 | 2       |
| 3   | 4  | Patrick Depailler  | Tyrrell-Ford Cosworth       | 1'19"11 | 3       |
| 4   | 12 | Jochen Mass        | McLaren-Ford Cosworth       | 1'19"14 | 4       |
| 5   | 2  | Clay Regazzoni     | Ferrari                     | 1'19"15 | 5       |
| 6   | 9  | Vittorio Brambilla | March-Ford Cosworth         | 1'19"27 | 6       |
| 7   | 6  | Gunnar Nilsson     | Lotus-Ford Cosworth         | 1'19"35 | 7       |
| 8   | 26 | Jacques Laffite    | Ligier-Matra                | 1'19"39 | 8       |
| 9   | 5  | Mario Andretti     | Lotus-Ford Cosworth         | 1'19"59 | 9       |
| 10  | 22 | Chris Amon         | Ensign-Ford Cosworth        | 1'19"83 | 10      |
| 11  | 8  | Carlos Pace        | Brabham-Alfa Romeo          | 1'19"93 | 11      |
| 12  | 7  | Carlos Reutemann   | Brabham-Alfa Romeo          | 1'20"12 | 12      |
| 13  | 28 | John Watson        | Penske-Ford Cosworth        | 1'20"17 | 13      |
| 14  | 3  | Jody Scheckter     | Tyrrell-Ford Cosworth       | 1'20"19 | 14      |
| 15  | 17 | Jean-Pierre Jarier | Shadow-Ford Cosworth        | 1'20"21 | 15      |
| 16  | 10 | Ronnie Peterson    | March-Ford Cosworth         | 1'20"34 | 16      |
| 17  | 34 | Hans-Joachim Stuck | March-Ford Cosworth         | 1'20"40 | 17      |
| 18  | 35 | Arturo Merzario    | March-Ford Cosworth         | 1'20"63 | 18      |
| 19  | 30 | Emerson Fittipaldi | Copersucar-Ford Cosworth    | 1'20"71 | 19      |
| 20  | 19 | Alan Jones         | Surtees-Ford Cosworth       | 1'20"87 | 20      |
| 21  | 20 | Jacky Ickx         | Wolf Williams-Ford Cosworth | 1'21"13 | 21      |
| 22  | 16 | Tom Pryce          | Shadow-Ford Cosworth        | 1'21"19 | 22      |
| 23  | 21 | Michel Leclère     | Wolf Williams-Ford Cosworth | 1'21"29 | 23      |
| 24  | 37 | Larry Perkins      | Boro-Ford Cosworth          | 1'21"52 | 24      |
| NQ  | 18 | Brett Lunger       | Surtees-Ford Cosworth       | 1'21"96 | NQ      |
| NQ  | 32 | Loris Kessel       | Brabham-Ford Cosworth       | 1'22"05 | NQ      |
| NQ  | 25 | Emilio Zapico      | Williams-Ford Cosworth      | 1'22"22 | NQ      |
| NQ  | 24 | Harald Ertl        | Hesketh-Ford Cosworth       | 1'22"92 | NQ      |
| NQ  | 33 | Emilio de Villota  | Brabham-Ford Cosworth       | 1'22"89 | NQ      |
| NQ  | 31 | Ingo Hoffmann      | Copersucar-Ford Cosworth    | 1'53"12 | NQ      |

## Gara

### Resoconto
Prima della partenza, emerge la presunta irregolarità tecnica delle McLaren. Questo per via dei tubi dell'olio, che sporgevano oltre il consentito, 65 cm effettivi contro i 60 ammessi, e per la posizione dei radiatori. Sul secondo punto, si decise di rinviare la questione a giugno, mentre sul primo punto, i commissari presero la decisione di ammettere al via le vetture, in quanto tale violazione non incideva sulla prestazione delle stesse. Questa decisione provocò la reazione di Daniele Audetto, direttore sportivo della Scuderia Ferrari, che minacciò di non far partire le sue vetture qualora fossero state ammesse al via le McLaren.
Il presidente della CSI, Pierre Ugeaux, decise di far partire le vetture britanniche, dichiarando però che le stesse fossero illegali.
La testa della gara venne presa da Niki Lauda che bruciò così James Hunt; in terza piazza si pose, grazie a un'ottima partenza, Vittorio Brambilla, che precedeva Patrick Depailler, Jochen Mass e Jacques Laffite. Clay Regazzoni, invece, fu autore di uno start lento, che lo fece sfilare in decima posizione. Il monzese della March venne però passato nei primi giri sia da Depailler che da Mass.
Brambilla verrà poi passato al dodicesimo giro anche da Laffite, prima di dover ritirarsi per un'uscita di pista al giro 21. Nella parte centrale della gara vi fu il problema al cambio per Laffite, che perse così due giri ai box, e quello ai freni per Patrick Depailler, che venne passato da Mass, prima di essere autore di un'uscita di pista. Ora la classifica al giro 26 vedeva sempre in testa Lauda, seguito da James Hunt, Jochen Mass, Gunnar Nilsson, Mario Andretti e Clay Regazzoni.
Al 32º giro Hunt passò Lauda che, a causa di una manovra di difesa non perfetta che gli provocò dolore alla costola fratturata, fu passato anche dall'altro pilota della McLaren, Jochen Mass. Al 35º giro fu il ritiro per Mario Andretti, dovuto a un problema al cambio. Stessa sorte al 54º giro per Scheckter, a causa di un guasto alla pompa dell'olio. Ora, dietro al duo della McLaren, si trovavano Lauda, Nilsson, Regazzoni, Jean-Pierre Jarier e Carlos Reutemann.
Al 58º giro la rottura del manometro della pressione della benzina costrinse Regazzoni a una sosta ai box che lo costrinse a perdere tre giri. Due giri dopo un problema elettrico costò il ritiro a Jarier, della Shadow. Al giro 66 fu il turno del ritiro per Mass, con un grande fumo che usciva dai radiatori. Lauda scalò in seconda posizione, sempre seguito da Nilsson, poi Reutemann, Chris Amon e Carlos Pace. Questi ultimi vissero gli ultimi giri in grande lotta fra loro.
Hunt vinse con relativa facilità, mentre Lauda dovette soffrire molto per raggiungere il traguardo viste le sue condizioni fisiche non ottimali. Gunnar Nilsson, terzo, conquistò il suo primo podio mondiale (e i suoi primi punti). Grazie a Carlos Reutemann e Carlos Pace, l'Alfa Romeo arrivò tra i primi 6, cosa che non succedeva dai tempi del Gran Premio di Spagna 1951. Il quinto posto di Chris Amon fu l'ultimo arrivo a punti per il pilota neozelandese.

### Risultati
I risultati del gran premio sono i seguenti:
| Pos | No | Pilota             | Costruttore                 | Giri | Tempo/Ritiri       | Pos.Griglia | Punti |
| --- | -- | ------------------ | --------------------------- | ---- | ------------------ | ----------- | ----- |
| 1   | 11 | James Hunt         | McLaren-Ford Cosworth       | 75   | 1:42'20"43         | 1           | 9     |
| 2   | 1  | Niki Lauda         | Ferrari                     | 75   | + 30"97            | 2           | 6     |
| 3   | 6  | Gunnar Nilsson     | Lotus-Ford Cosworth         | 75   | + 48"02            | 7           | 4     |
| 4   | 7  | Carlos Reutemann   | Brabham-Alfa Romeo          | 74   | + 1 Giro           | 12          | 3     |
| 5   | 22 | Chris Amon         | Ensign-Ford Cosworth        | 74   | + 1 Giro           | 10          | 2     |
| 6   | 8  | Carlos Pace        | Brabham-Alfa Romeo          | 74   | + 1 Giro           | 11          | 1     |
| 7   | 20 | Jacky Ickx         | Wolf Williams-Ford Cosworth | 74   | + 1 Giro           | 21          |       |
| 8   | 16 | Tom Pryce          | Shadow-Ford Cosworth        | 74   | + 1 Giro           | 22          |       |
| 9   | 19 | Alan Jones         | Surtees-Ford Cosworth       | 74   | + 1 Giro           | 20          |       |
| 10  | 21 | Michel Leclère     | Wolf Williams-Ford Cosworth | 73   | + 2 Giri           | 23          |       |
| 11  | 2  | Clay Regazzoni     | Ferrari                     | 72   | + 3 Giri           | 5           |       |
| 12  | 26 | Jacques Laffite    | Ligier-Matra                | 72   | + 3 Giri           | 8           |       |
| 13  | 37 | Larry Perkins      | Boro-Ford Cosworth          | 72   | + 3 Giri           | 24          |       |
| Rit | 12 | Jochen Mass        | McLaren-Ford Cosworth       | 65   | Motore             | 4           |       |
| Rit | 17 | Jean-Pierre Jarier | Shadow-Ford Cosworth        | 61   | Problemi elettrici | 15          |       |
| Rit | 3  | Jody Scheckter     | Tyrrell-Ford Cosworth       | 53   | Motore             | 14          |       |
| Rit | 28 | John Watson        | Penske-Ford Cosworth        | 51   | Motore             | 13          |       |
| Rit | 35 | Arturo Merzario    | March-Ford Cosworth         | 36   | Cambio             | 18          |       |
| Rit | 5  | Mario Andretti     | Lotus-Ford Cosworth         | 34   | Cambio             | 9           |       |
| Rit | 4  | Patrick Depailler  | Tyrrell-Ford Cosworth       | 25   | Incidente          | 3           |       |
| Rit | 9  | Vittorio Brambilla | March-Ford Cosworth         | 21   | Sospensione        | 6           |       |
| Rit | 34 | Hans-Joachim Stuck | March-Ford Cosworth         | 16   | Cambio             | 17          |       |
| Rit | 10 | Ronnie Peterson    | March-Ford Cosworth         | 11   | Trasmissione       | 16          |       |
| Rit | 30 | Emerson Fittipaldi | Copersucar-Ford Cosworth    | 3    | Trasmissione       | 19          |       |
| NQ  | 18 | Brett Lunger       | Surtees-Ford Cosworth       |      |                    |             |       |
| NQ  | 32 | Loris Kessel       | Brabham-Ford Cosworth       |      |                    |             |       |
| NQ  | 25 | Emilio Zapico      | Williams-Ford Cosworth      |      |                    |             |       |
| NQ  | 24 | Harald Ertl        | Hesketh-Ford Cosworth       |      |                    |             |       |
| NQ  | 33 | Emilio de Villota  | Brabham-Ford Cosworth       |      |                    |             |       |
| NQ  | 31 | Ingo Hoffmann      | Copersucar-Ford Cosworth    |      |                    |             |       |

## Statistiche
Piloti
- 2ª vittoria per James Hunt
- 1° podio per Gunnar Nilsson
- 2º e ultimo giro più veloce per Jochen Mass
- 1º Gran Premio per Loris Kessel e Emilio de Villota
- 1° e unico Gran Premio per Emilio Zapico

Costruttori
- 16° vittoria per la McLaren
- 10º giro più veloce per la McLaren
- 1º Gran Premio per la Boro

Motori
- 87ª vittoria per il motore Ford Cosworth
- 80º giro più veloce per il motore Ford Cosworth
- 50º Gran Premio per il motore Matra

Giri al comando
- Niki Lauda (1-31)
- James Hunt (32-75)

## Classifiche

### Piloti
| Pos | Pilota             | Punti |
| --- | ------------------ | ----- |
| 1   | Niki Lauda         | 30    |
| 2   | James Hunt         | 15    |
| 3   | Patrick Depailler  | 10    |
| 4   | Clay Regazzoni     | 9     |
| 5   | Jochen Mass        | 7     |
| 6   | Jody Scheckter     | 5     |
| 7   | Tom Pryce          | 4     |
| 8   | Gunnar Nilsson     | 4     |
| 9   | Jacques Laffite    | 3     |
| 10  | Carlos Reutemann   | 3     |
| 11  | Hans-Joachim Stuck | 3     |
| 12  | Chris Amon         | 2     |
| 13  | John Watson        | 2     |
| 14  | Carlos Pace        | 1     |
| 15  | Emerson Fittipaldi | 1     |
| 16  | Mario Andretti     | 1     |

### Costruttori
| Pos | Costruttore              | Punti |
| --- | ------------------------ | ----- |
| 1   | Ferrari                  | 33    |
| 2   | McLaren -Ford Cosworth   | 18    |
| 3   | Tyrrell-Ford Cosworth    | 13    |
| 4   | Lotus-Ford Cosworth      | 4     |
| 5   | Shadow-Ford Cosworth     | 4     |
| 6   | Ligier-Matra             | 3     |
| 7   | Brabham-Alfa Romeo       | 3     |
| 8   | March-Ford Cosworth      | 3     |
| 9   | Ensign-Ford Cosworth     | 2     |
| 10  | Penske-Ford Cosworth     | 2     |
| 11  | Copersucar-Ford Cosworth | 1     |
| 12  | Parnelli-Ford Cosworth   | 1     |

## Decisioni della FIA
James Hunt venne inizialmente squalificato in quanto sulla sua McLaren la misura presa sulle gomme posteriori era di 18 mm superiore a quanto consentito dal regolamento. Secondo la casa britannica tale violazione era dovuta a un'anomalia nel comportamento degli pneumatici. Anche Jacques Laffite, giunto dodicesimo su Ligier-Matra venne squalificato per alettone irregolare in quanto lo sbalzo era di 13 mm superiore a quanto consentito. A seguito della squalifica di James Hunt si affacciò anche l'ipotesi che a tutti i piloti giunti dopo il britannico venissero assegnati solo i punti ottenuti dovuti al piazzamento in gara, senza tener conto della squalifica dell'inglese. Il 5 luglio il Tribunale d'appello della FIA decise di riammettere in classifica Hunt, convertendo la squalifica in una multa di 3 000 $. La stessa decisione venne presa anche per Jacques Laffite. Ciò in quanto le violazioni erano considerate minime rispetto al regolamento. Un ulteriore appello della Ferrari venne respinto il 24 settembre.